# William Wolryche-Whitmore
William Wolryche-Whitmore (16 septembre 1787 - 11 août 1858), est un propriétaire foncier du Shropshire et un homme politique britannique Whig. Il occupe un siège à la Chambre des communes de 1820 à 1835, représentant d'abord Bridgnorth puis Wolverhampton.

## Jeunesse
William Wolryche-Whitmore s'appelle à l'origine William Whitmore. Son père s'appelait également William Whitmore, un ancien marin et homme d'affaires de Southampton, qui hérite de Dudmaston Hall (en), à Quatt dans le Shropshire, d'un parent éloigné de la veuve de l'avant-dernier baronnet Wolryche. Sa mère est Frances Lyster, qui a joué un rôle important dans le remodelage du terrain de Dudmaston. Elle est décédée en 1792, et William Whitmore l'aîné s'est remarié à Marie Louisa Thomas : de ce mariage ultérieur descend la famille Whitmore Jones de Chastleton House.
En 1810, il épouse Lady Lucy Bridgeman (en), fille du comte de Bradford. Le couple part pour un Grand Tour, qui comprend une visite à Napoléon Bonaparte, exilé sur l'Île d'Elbe. À la mort de son père en 1815, William hérite de Dudmaston. À ce stade, il ajoute Wolryche, le nom des propriétaires historiques de Dudmaston, à son propre nom de famille pour produire le nom double sous lequel il est généralement connu. Cinq ans plus tard, il occupe le siège parlementaire de la famille.

## Député de Bridgnorth
Il est élu aux élections générales de 1820 en tant que député de Bridgnorth dans le Shropshire et est réélu aux trois élections générales suivantes  occupant le siège jusqu'en 1832. Bridgnorth est un bourg pourri, contrôlé par les propriétaires du domaine Dudmaston et, malgré son petit électorat et son importance modeste, dispose de deux sièges au Parlement. Jusqu'à présent, la majorité de ses députés avaient soutenu les gouvernements conservateurs de l'époque : Isaac Hawkins Browne, qui démissionne en 1812, s'était opposé à la réforme parlementaire et à l'émancipation des catholiques, et est associé au lobby pro-esclavagiste des Antilles. Wolryche-Whitmore adopte une position diamétralement opposée.
Wolryche-Whitmore est rapidement devenu un porte-parole majeur des causes libérales de la réforme parlementaire et de l'émancipation des catholiques. Il s'est prononcé contre le pouvoir des planteurs de sucre antillais et attend avec impatience la fin de l'esclavage dans les Caraïbes. Il met en garde contre les conséquences désastreuses pour l'économie indienne du colonialisme britannique.

## Député de Wolverhampton
Après la réforme parlementaire de 1832, il est élu aux élections générales de 1832 comme l'un des deux député de la circonscription nouvellement créée de Wolverhampton et occupe ce siège jusqu'à ce qu'il se retire lors des élections générales de 1835,.
Malgré le fait que cela puisse être considéré contre son propre intérêt et celui de sa classe, Wolryche-Whitmore fait campagne longtemps et durement pour l'abrogation des Corn Laws. La grande majorité de ses contributions au Parlement sont consacrées à ce sujet. Il continue de faire campagne même après avoir quitté le Parlement. Son successeur au siège de Wolverhampton est Charles Pelham Villiers, un autre Whig radical qui poursuivit son travail anti-Corn Law. L'abrogation n'a été réalisée qu'en 1846, lorsque le chef conservateur, Robert Peel, a divisé son parti pour forcer l'adoption de la mesure avec le soutien des Whig.
L'une de ses principales préoccupations est de fournir de nouvelles opportunités aux travailleurs par l'émigration, et il s'oppose fermement à l'utilisation du travail des condamnés et des esclaves partout. Wolryche-Whitmore, qui est l'un des commissaires à la colonisation de l'Australie du Sud, présente la South Australia Act 1834 à la Chambre des communes au nom de la South Australian Association et Whitmore Square dans le centre-ville d'Adélaïde porte son nom. Sa dernière contribution parlementaire porte sur l'émigration vers l'Australie-Méridionale.

## Après le Parlement
Wolryche-Whitmore continue de soutenir les campagnes politiques libérales après avoir quitté le Parlement, en particulier la Ligue anti-Corn Law. Sa femme est décédée en 1840. Il a beaucoup dépensé pour rénover la maison et le domaine à partir de principes plus modernes, diversifier les activités économiques et améliorer les conditions de ses travailleurs et de ses locataires.
Il laisse des hypothèques d'un montant total de 60 000 £ à son neveu, le révérend Francis Laing, qui hérite du domaine à sa mort, et a changé son nom de famille en Wolryche-Whitmore.